# Генератор диму

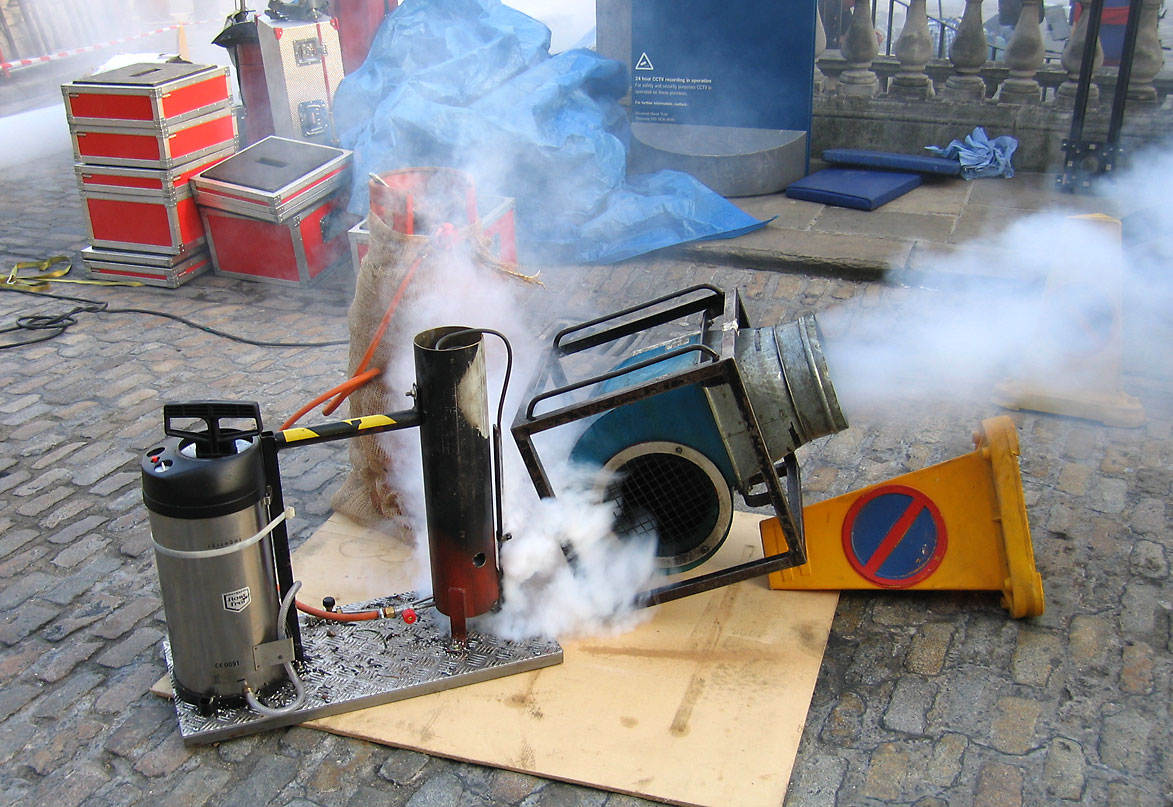
Генератор диму що використовується для створення спецефектів при зйомці фільму

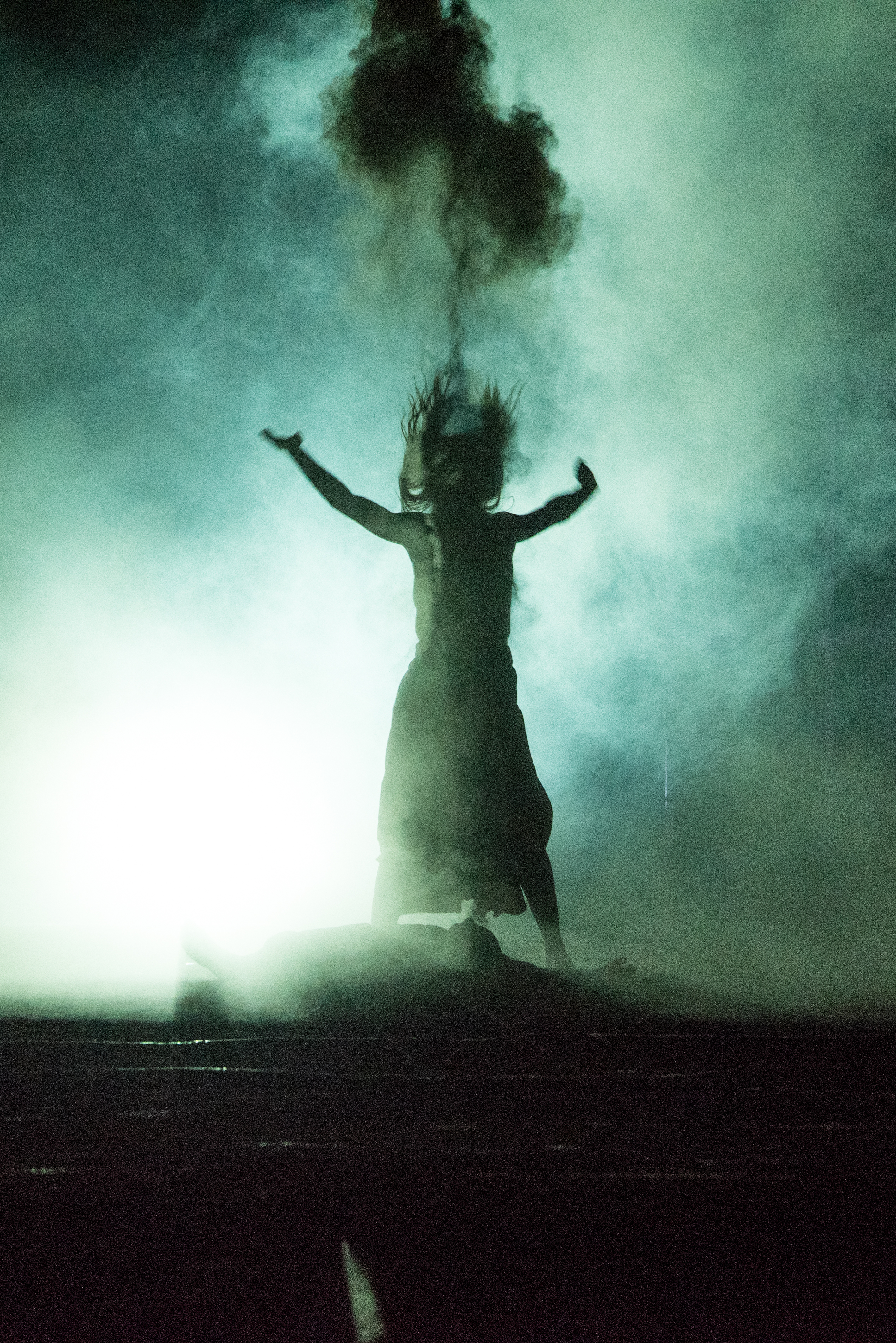
Штучний дим під час п'єси "Антигона", у Бурґтеатрі Відня

Генератор диму  - устаткування що виробляє клуби диму. Часто використовується на вечірках, дискотеках і рок-концертах. Також існують генератори диму для холодного копчення.

## Задимлення
Задимлення – один із давно відомих театральних ефектів, що застосовується звідтоді, як стали заморожувати вуглекислий газ. Наразі неможливо достеменно стверджувати, хто саме першим звернув увагу, що під час швидкого нагрівання холодного льоду стає досить багато газу, що продукує білий дим, який важчий за повітря. Однак саме так діяв перший генератор важкого диму – в посудину клали сухий лід, який підігрівали у потрібний момент. Одержаний унаслідок термічного впливу вуглекислий газ подавався на сценічний майданчик за допомогою вентилятора крізь рупор. Робота генератора була цілком безпечною, адже вуглекислий газ, що продукувався приладом, частково продукується і людиною під час видихання. Варто лише контролювати та не перевищувати його концентрацію в приміщенні. Як сухий лід використовують переважно спеціальну суміш гліцерину з водою.
Різновидами димогенератора є генератор важкого диму та генератор туману (хайзер), які залежно від поводження в атмосфері створюють легкий, середній і важкий дим. Для режисерів також важливий показник об’єму, який прилад гарантовано заповнить димом за певний час, адже режисерові-постановнику необхідно знати, скільки знадобиться часу на підготовку задуманої сцени.

## Генератори туману
Генератори туману широко використовують на естрадних концертах і масштабних дискотеках. Вони генерують туманний, оптично проникний серпанок, який дає можливість прекрасно бачити світлові та лазерні промені. Засади роботи генератора туману такі: спеціальна рідина подається на теплообмінник, де за високої температури вона випаровується, швидко зростаючи в об’ємі, а отримана пара виходить назовні крізь спеціальний отвір. Під час змішування гарячої пари з холоднішим повітрям у навколишньому середовищі створюється напівпрозорий аерозоль-туман. Утворений таким чином туман досить високої температури поступово піднімається вгору, наповнюючи собою весь внутрішній сценічний простір. Якщо ж потрібно, щоб він опускався на землю і створював білий, іноді майже непрозорий покрив, цей повітряно-аерозольний потік слід охолоджувати за допомогою спеціальних акліматизаційних пристосувань.
Однією з вад цього типу обладнання є його шумливість. Звук від насоса, що подає рідину з резервуара на теплообмінник, і звук від пари, що виривається назовні, за умов сценічної тиші стає виразно чутний. Це, безумовно, створює неабиякі проблеми в драматичному театрі, а також в естрадно-цирковому мистецтві, де під час виконання певних номерів використовують неголосний музичний супровід. 
На естрадних концертах дим-машини переважно встановлюють за лаштунками ближче до авансцени. Щоб не заважати артистам і не відвертати увагу глядачів від сценічної дії, дим-машини намагаються вмикати переважно між номерами або в антракті. Дим, слідуючи у вентиляційні канали, майже не потрапляючи в зал та мало заважаючи артистам на сцені, повільно спливає за колосники над сценою. Генератори туману дещо підвищують вологість повітря в приміщенні. Проблем під час експлуатації генераторів туману також додають гліколі, що входять до складу рідини для виробництва туману. Існує думка, що в процесі нагрівання за певних умов у повітрі може утворюватися шкідливий формальдегід.

## Кріогенератори
Кріогенератори (холодний дим, гармати CO2) у вигляді потужних крижаних 10–15-метрових гейзерів на сцені вистрілюють величезні стовпи білосніжного диму, обдаючи глядачів морозною свіжістю. Спецефект від холодного диму як моментально з’являється, настільки ж миттєво розсіюється. Залпи з кріогенератора справляють враження гарматного пострілу–весь ефект триває буквально кілька секунд. Для створення кріоефектів застосовують вуглекислий газ, що зберігається у стиснутому стані в балонах та подається назовні крізь шланги. У деяких більш потужних і дорогих кріогенераторах може застосовуватися рідкий азот LN2. Це інертний газ, що не засвоюється легенями людини, на відміну від кисню.
Традиційні димові генератори являють собою важкі, стаціонарні машини, на противагу легким і часто мобільним кріогенераторам. Ними не генерується безперервно велика кількість диму для заповнення приміщення або створення стійкої димової завіси. Тому найпопулярніший тип кріогенераторів – ручні кріогармати. 
Такі гармати зручні в користуванні, мають невелику вагу (близько 5–7 кг), що дає можливість оператору або виконавцю з приладом у руках вільно переміщатися по сценічному майданчику, спрямовуючи потоки білого крижаного диму в заданому напрямку. Молочно-білий дим, окрім візуального ефекту, створює і тактильний – освіжувальна прохолода справляє чудове враження на глядачів під час шоу або на учасників на танцмайданчику.
Є також кріогармати, які встановлюють на сцені. Вони формують вертикальний потік холодного диму; їх можна також установити під невеликим кутом. Зазвичай використовують одразу декілька таких гармат (залежно від розмірів розкриття дзеркала сцени) або одночасно (залпом), або в попередньо визначеній послідовності. Стаціонарні кріогармати приводяться в дію дистанційно, з пульта. Деякі моделі кріогенераторів забезпечені яскравим LED‑підсвічуванням різних кольорів, яке активується одночасно з випуском диму
Кіогенератори можуть бути таких мініатюрних розмірів, що надають можливість використовувати їх не лише як реквізит, а як доповнення до костюма.